# Logtes
Logtes er en type logiske tal-kryds i stil med sudoku, som udkom første gang i november 2007 på Forlaget BIOS. Manden bag opgaverne er Reza Mofidi Yazdi, som bor i Danmark.
| Spil | Spire Denne artikel om spil eller lege er en spire som bør udbygges. Du er velkommen til at hjælpe Wikipedia ved at udvide den. |